# 유진 (가수)
유진(본명: 김유진, 1981년 3월 3일~)은 대한민국의 배우이다. 걸 그룹 S.E.S.의 멤버로 데뷔하였다. 그 후 2004년 솔로 2집 활동 이후 주로 드라마에서 배우로 활동한다.

## 학력
- 서울상수초등학교 (졸업)
- 한국켄트외국인학교 고등부 (졸업)
- 고려대학교 불어불문학 (중퇴)

## 생애

### 1988년~1994년: 초등학교 시절
1988년 당시 막 개교한 서울상수초등학교에 입학해 괌으로 이민가기 전까지 다녔다. 초등학교 시절의 유진은 화통하고 카리스마 넘치는 여장부 스타일로, 본인이 직접 밝힌 초등학교 때 별명은 조직 깡패 두목이었다고 한다. 당시 남학생들의 장난에 맞서는 여학생 삼총사가 있었는데 그 중 우두머리가 바로 유진이었다. 여학생들에게 짓궂은 장난을 치는 남학생들을 오로지 힘으로 제압했기 때문에 남학생들 사이에서는 두려운 존재였다고 한다.
동창들의 증언에 따르면 힘이 장사여서 팔씨름을 하면 여자애들은 말할 것도 없고 남자들까지 다 이겼고, 점심 시간에 도시락 뚜껑이나 반찬통이 잘 안 열리면 다들 유진을 불러서 열어달라고 부탁했는데 선생님들도 하다하다 안 되면 유진을 찾을 정도였다고 한다. 술래잡기를 할 때도 유진이 술래가 되면 다들 초긴장 상태가 됐는데, 한 번 잡았다 하면 절대 놓지 않고 질질 끌고 다니면서 나머지 친구들을 다 찾아냈다고 한다. 또한, 밀어내기 게임을 하면 유진한테 당한 애들은 옷 찢어지는 일이 다반사였다고 한다. 한마디로 괴력의 소유였다.
갸날퍼 보이는 이미지와 달리 S.E.S. 시절부터 힘은 어마어마한 수준이었는데, 특히 2004년 추석 특집 연예인 팔씨름 대회와 씨름대회에서 여자 연예인 부문을 모두 석권하면서 2관왕을 차지한 게 대표적이다. S.E.S. 활동 당시 한국과 일본, 대만을 오가는 살인적인 스케줄에도 유진만 유일하게 쓰러지지 않고 스케줄을 소화할 정도로 체력은 타고난 편이다.
초등학교 4학년 시절에는 육상 반대표 선수였다고 한다. 이와 관련해 학창시절 유진의 인기가 어느 정도였는지 보여주는 일화가 있는데, 당시 유진과 함께 육상 반대표였던 남학생 중 하나가 유일하게 스파이크 운동화를 가지고 있었다고 한다. 같이 육상하던 친구들이 빌려달라고 해도 빌려주는 건 고사하고 쳐다만 봐도 화를 낼 정도였는데 유진이 스파이크 신발을 빌려달라고 하자 속마음은 빌려주는 게 아니라 아예 주고 싶었다고.
어릴 때 책 읽는 건 별로 안 좋아했다고 한다. 초등학교에 들어가기 전 만화방을 운영하시던 유진 어머니가 제발 만화책이라도 읽으라고 할 정도였다고. 그런데도 성적이 좋았던 걸 보면 타고난 머리가 좋은 듯 싶다. 초등학교 때는 24과목 중 한 과목만을 제외한 23과목에서 수를 받았고, 중학교 때에는 거의 전 과목이 우수(Excellent), 고등학교 시절에는 80% 이상의 과목이 A학점이었다고 한다. 유진 말에 따르면 괌이 섬이라서 공부 말고는 딱히 할 게 없어서 성적이 좋을 수밖에 없었다고. 실제로 S.E.S. 3집 활동 당시 한 예능 프로그램에서 실시한 두뇌 검사에서 좌뇌가 145, 우뇌가 155라는 높은 수치를 기록했다.

### 1994년~1997년: 중학교 시절
괌에 자리를 잡은 큰아버지의 제안으로 5학년 1학기를 다 못 마친 상태에서 가족 모두 괌으로 이민을 가게 된다. 초등학교 시절 일화에서 알 수 있듯이 유진은 무척이나 활발한 성격에 또래들을 리드하는 스타일이었는데, 이민가기 직전 사춘기가 찾아와서 약간 조용해졌다고 한다. 5학년 때 담임 선생님이 유진 어머니와 면담하면서 유진이가 되게 성숙해진것 같다고 말할 정도였는데, 손들고 발표하고 하는 게 유치해 보여서 괜히 시크한 척하고 가요 대신 팝송을 듣고 그랬다고 한다.
그럼에도 적응력이 워낙 좋아서 괌에 가자마자 바로 다음날 동네 외국인 친구를 사귀었다고 한다. 집 앞에 있는 공용 수영장에서 외국인 친구들과 놀면서 친해졌는데 한국에서는 매일 공부하고 숙제하고 학원만 다니다가 괌에 오니 마침 여름 방학에다 날씨까지 좋아서 맨날 놀러 다녔던 기억밖에 안 난다고 한다. 다만 영어는 이민 가기로 결정하고 나서 한 두달 정도 학원을 다닌 게 전부라 처음 1년 정도는 영어를 못 알아들어 힘들었다고. 그렇게 여름방학을 보내고 중학교에 입학해 1992년 9월부터 1995년 6월까지 아구에다 존스톤 미들 스쿨(Agueda I. Johnston Middle School)에 다니게 된다.
괌으로 이민 오기 전, 유진의 부모님은 한국에서 하이델 치킨이라는 치킨 가게를 운영했는데 결국 괌에 와서도 치킨 가게를 차리게 된다. 2002년 가게에 불이 나는 바람에 그 충격으로 가게를 접게 된다. 유진 아버지가 퇴근할 때 닭을 튀기는 기름 스위치를 끄는 것을 잊어버리는 바람에 불이 났는데 다행히 인명피해는 없었다고 한다. 10년 넘게 맨손으로 일군 가게라 그런지 유진 가족들에겐 생계 유지 이상의 의미를 띤 소중한 공간으로 남아있는 듯 하다. 유진의 머릿 속에 남아있는 엄마의 이미지는 닭손질을 분주히 하던 모습으로, 나이를 먹고 보니 그 모습이 생각날 때마다 자식들 키우시느라 힘드셨을 것이라는 생각에 눈물이 난다고 한다.
시력이 안좋아서 초등학교 1학년 때부터 두꺼운 안경을 쓰고 다녔다. 잠자리 뺑뺑이 안경에 본인의 예쁜 눈을 다 가린 바람에 미모가 숨겨져 있었다고 한다. 그러다가 7학년에 올라가면서부터 안경을 벗고 렌즈를 끼면서 아름다움이 나오기 시작했다고 한다. 당시 유진은 서태지의 열렬한 팬이었다고 데뷔 이후 방송에서 줄곧 말하기도 하였다.

### 1997년~2000년: 고등학교 시절
중학교를 졸업하고 1995년 9월 존 에프 케네디 하이스쿨(John F. Kennedy High School)에 진학해 1997년 6월 10학년을 마치고, 1997년 9월, 11학년으로 서울에 있는 켄트외국인학교(Kent Foreign School) 고등부로 전학해서 1999년 6월에 졸업했다.
청소년 시절 연예인이 되는 것을 꿈꿨다고 한다. 당시 이민을 간 사람들은 한국에 대한 그리움을 달래고자 한국 가요를 듣거나 한국 드라마를 비디오로 빌려서 봤는데, 유진네 가족 역시 주말에 다같이 한국 드라마를 시청하는 게 큰 기쁨이었다고 한다. 괌에 있을 당시 거의 매주 한국 드라마를 빌려볼 정도로 많이 봤는데, 특히 KBS2 《느낌》을 보면서 처음으로 연기를 해보고 싶다는 생각을 했다고 한다. 또 노래 부르는 것과 춤추는 것도 좋아해서 서태지와 아이들, H.O.T., 영턱스 클럽의 노래를 즐겨들었다고 한다.

### 1997년: S.E.S. 데뷔 전
1997년 5월, 케네디 고등학교 합창단과 함께 대구 계성고등학교를 방문하여 공연을 가졌다. 공연 내내 전교생의 시선이 피아노를 치던 유진한테만 향할 정도였다고 한다. 끝나고 교실로 돌아가는 길에도, 보충수업 시간에도, 집에 가는 길에도 선생님, 학생 가릴 거 없이 하루종일 유진 얘기 뿐이었다고 한다. 피아노 반주 영상 유진만 집중적으로 촬영한 이 영상은 계명고 방송부에서 찍은 영상이다. 당시의 후기
이수만에게 직접 캐스팅 된 유진은 1997년 6월, S.E.S. 연습에 합류하기 위해 한국으로 들어와 SM 엔터테인먼트와 정식 계약을 맺고 데뷔 준비를 하게 된다.

### 2011년~2015년, 2018년: 결혼과 가족
유진은 2009년 MBC 드라마《인연만들기》같이 출연한 배우 기태영과 종영 직후인 2010년 1월부터 사랑을 키워왔음을 밝히며, 유진이 기태영을 전도해 같은 교회에 다니며 1년 6개월 열애 끝에 2011년 7월 23일 경기도 안양시의 두 사람이 다니는 (대한예수교침례회) 교회에서 결혼식을 올렸다. 결혼 4년 만에 2015년 4월 첫째 김로희, 3년 뒤인 2018년 8월 둘째 김로린을 출산하였다. 유진과 기태영은 훈훈한 외모 덕분에 연예계 대표 비쥬얼 커플로 불린다.

### 2016년~현재
1월 24일부터 KBS2 슈퍼맨이 돌아왔다에 남편 기태영과 딸 로희랑 공동 출연중이다. 엄마로 돌아온 '원조요정' 가족이 화제가 되면서 배우 송일국의 삼둥이 하차 소식으로 뒤숭숭했던 슈퍼맨이 돌아왔다에 모처럼 활기가 돌았다. 11일 공개된 CJ E&M과 시청률조사회사 닐슨코리아의 콘텐츠파워지수(CPI) 1월 마지막주(1월 25~31일) 집계에 따르면 '슈퍼맨이 돌아왔다'는 유진네 등장과 동시에 전주보다 14계단 뛰어올랐다. CPI는 229.4, 전체 순위는 4위로 집계됐다.

## 활동

### 2003년~2004년: 솔로 가수
S.E.S. 해체 이후 팬들과 대중들은 연기를 할 거라고 생각했지만 유진의 첫 정식 솔로 활동은 가수였다. 2003년 5월 1집 앨범 《My True Style》과 2004년 8월 2집 앨범《810303》 두장의 솔로 앨범을 발매하여 솔로 가수로서의 활동을 펼치기도 하였다.

#### 2003년:My True Style
2003년 3월 20일 솔로 1집 앨범 《My True Style》을 발매하였다. 활동곡은 타이틀곡 《The Best》와 후속곡 《차차(Cha Cha)》로 활동하였다. 8월 한국 MTV의 '이달의 인기 가수(Artist of the Month)'에 선정됐다. 1집 수록곡 《Lovely Day》가 문화 평론가 정병기가 선정한 2003 트리플 크라운 올해의 싱글로 선정되었고, 《차차(Cha Cha)》는 클럽 DJ들이 뽑은 2003년 최고의 댄스곡으로 선정되기도 하였다. 조선일보가 대중음악 전문가 31명을 상대로 2003년 가장 과소 평가된 아티스트를 묻는 설문 조사에서 과소 평가된 아티스트중 한명으로 선정되기도 하였다.

#### 2004년:810303
2004년 8월 18일 솔로 2집 앨범 《810303》을 발매하였다. 활동곡은 타이틀곡 《Windy》와 후속곡 《폭풍의 언덕》으로 활동하였다. 《Windy》로 솔로 활동 이후 최초로 공중파 음악 프로그램 1위 후보에 올랐으며 케이블 음악 프로그램에서는 9월 18일 한국 MTV 《Kountdown》에서 1위, 19일 iTV 《악바리클럽》에서 1위를 기록하는등 괄목한 성과를 거두었다. 후속곡 《폭풍의 언덕》으로 활동을 했지만 드라마 《마지막 춤은 나와 함께》 활동과 겹치는 바람에 아쉽게도 많은 활동을 하지 못했다. 2004년 9월 한국 MTV의 '이달의 인기 가수(Artist of the Month)'에 선정됐다. 2004.09.25~30 리스피아르 조사 연구소에서 실시한 '2004 하반기 여자 가수 부문 인기도 조사'에서 9위(3.8%)에 랭크됐다.

### 2010년~2013년: 뷰티멘토
2009년부터 《겟 잇 뷰티》진행을 맡은 계기로, 자신만의 메이크업 노하우를 담은 뷰티 서적을 연이어 출판해 베스트셀러 작가에 등극하였다.
2009년 4월 잡지에 수록될 뷰티 화보를 베네피트와 함께 작업했다. 화보가 공개된 이후 여성 소비자들에게 반응이 오자 올리브TV를 통해서 유진이 직접 메이크업을 하는 모습과 과정을 보여주면서 여성 시청자들의 폭발적인 반응을 이끌어내게 된다. 그 결과 베네피트의 한국 최초 정식 모델이 되었고 2010년에는 올리브TV에서 《'겟잇뷰티'》라는 뷰티 프로그램의 메인 MC로 발탁된다. 유진의 활약과 유용한 정보로 여성들 사이에서 인기프로그램으로 떠올랐고 2011년부터는 뜨거운 반응에 힘입어 《On Style》에서 방송됐다. 2010년부터 2013년까지 총 4분기의 겟잇뷰티 MC를 맡아서 이끌어 온 유진은 《'뷰티멘토'》라는 수식어까지 얻게 되었고 역대 최장기간 《겟잇뷰티》 안방마님이 되었다. 겟잇뷰티는 유진의 솔로활동에 제2의 전성기를 맞게해준 활동이였다. 유진이 하고나온 스타일에 대한 여성들의 평가도 좋았다. 특히 2011년 3월 23일 방송분에서 바르고 나온 베테피트의 차차틴트는 방송 이후 문의가 쏟아졌으며 많은 여성들을 베네피트로 발길하게 만든 큰 계기가 되었다. 방송에서 함께 입고나온 스프라이트 셔츠나 두줄 머리띠등이 여성들 사이에서 유행아이템으로 떠오르기도 했다.

### 2002년~2016년: 배우
2004년 10월 23일 첫 방송된 SBS 주말특별기획 《마지막 춤은 나와 함께》로 2년만에 연기자로 컴백했다. 동료 연기자들과 제작진들이 칭찬에 침이 마를 날이 없었다. 동료 연기자들 사이에서는 ‘천재’로 불릴 정도였다. 탤런트 출신이 아니면서 탤런트에 못지 않은 연기력을 보였기 때문이다. 2004년 10월 14일 경기도 양평에서 가진 제작발표회에서 연출자인 이승렬 PD는 “‘질투’ 때의 최진실에 버금가는 연기력을 갖췄다”고 극찬하였다. 이승렬 PD는 MBC 《질투》로 트렌디 드라마의 장을 열었던 명 감독이다. 이승렬 PD는 “처음 오디션을 볼 때만 해도 가수로서의 섹시 이미지 때문에 반신반의했다고 하였다. 하지만 세번째 오디션에서 ‘임자구나’ 하는 확신을 했다”라고 유진을 캐스팅한 배경을 설명하였다. 더욱 놀라운 것은 회가 거듭될 수록 유진의 연기력이 쑥쑥 크고 있다는 것이라고 밝혔다. “‘왜 이 친구 가수하고 있나?’라는 생각이 들 정도로 깜짝 깜짝 놀란다”고 털어놓았었다. 유진의 상대역을 맡은 지성 역시 “너무 연기를 잘해서 호흡하는 데 문제가 전혀 없다”고 덧붙였었다.
2014년 1월 6일에서 2014년 3월 11일까지 방영된 JTBC 월화 드라마 《우리가 사랑할 수 있을까》에서 윤정완 역을 맡으며 열연하였다. 유진은 40대를 앞둔 세 여자의 이야기를 다룬 이 작품에서 이혼한 뒤 힘겹게 아들을 키우는 시나리오 작가 윤정완 역을 맡았다. 정완은 가족 몰래 대형마트에서 파트타임 아르바이트를 하면서도, 똘똘하고 착한 아들과 보다 나은 미래를 꿈꾸는 인물이다. 그런 그는 기적적으로 칸영화제 수상자인 오경수 감독과 작업할 수 있는 행운을 얻게 되며 인생 역전을 노린다. 하지만 동시에 어머니가 대출 사기를 당하며 또 한번 좌절을 맛보게 되는 인물이기도 하다. 앞서 윤정완 역에 유진의 캐스팅 소식이 전해졌을 때 우려의 목소리도 높았던 것이 사실이었다. 길고 짧은 작품들을 통해 나무랄 데 없는 연기력을 인정받았지만, 문제는 여전히 아름다운 동안 미모였다. 아직은 '아줌마'라는 타이틀이 어색한 그가 자신의 실제 나이보다 5세나 많은 이혼녀 역을 잘해낼 수 있을지에 대해서는 물음표가 달리는 것은 당연한 일이었다. 하지만 유진은 단 2회만에 우려를 불식시켰다. 아무렇게나 헝클어진 머리, 도통 꾸밀 줄 모르는 듯한 패션과 검붉은 립스틱으로 포인트를 준 촌스러운 메이크업까지 브라운관 속에서 청초하고 사랑스러운 매력의 배우 유진은 찾아볼 수 없었다. 달라진 것은 외모뿐만이 아니었다. 인사불성 만취한 모습과 노래방에서 정신을 놓고 춤을 추는 모습은 물론, 초등학생 아들과 애틋한 모성애까지 섬세하게 표현하며 시청자의 몰입도를 높였다. 사실 여자 배우로서 겉모습을 신경쓰지 않고 연기하기는 쉽지 않다. 게다가 유진은 10대에 걸그룹으로 데뷔, 한국의 올리비아 핫세로 군림했던 미모의 스타다. 그는 배우로 전업한 후에도 주로 캔디형 인물을 소화하며 뭇 남성들의 사랑을 받는 캐릭터를 연기해왔다. 그런 유진에게 윤정완 역할은 모험이자 도전이었다. 하지만 그 모험은 영리한 선택이였다. 그저 예쁨을 내려놓고 연기로 훨훨 날고 있는 유진에게서는 아름답고 성숙한 배우의 향기가 났다. 마지막회(20회)는 3.5% 자체최고시청률을 달성하며 유종의 미를 거뒀다. 특히 지상파 드라마 시청률을 뛰어넘었다. 유진은 《우리가 사랑할 수 있을까》의 흥행으로 그녀의 선택이 또 한번 시청자들과 통했음을 입증했다. 앞서 유진은 KBS2 드라마 《제빵왕 김탁구》, 《화평공주 체중감량사》, MBC 드라마 《백년의 유산》에 이어 《우리가 사랑할 수 있을까》까지 4번 연속으로 시청자들과 공감했다. 특히 유진은 《우리가 사랑할 수 있을까》로 39살의 현실적인 모습을 그려내 30대 뿐만아니라 20대 여성들까지 폭넓은 지지를 받았다. 이혼녀라는 설정에 녹아든 모습이었다. 유진은 《우리가 사랑할 수 있을까》를 통해 자연스러운 연기로 호평을 받았으며 이는 드라마의 성공으로 이어졌다.

## 랭킹, 선정
- 2005.03.21 ~ 2015.04.04까지 M.net 개국 10주년 기념으로 실시한 '대한민국 대표미녀 THE BEST TOP 10' 네티즌 설문 조사에서 14%의 지지율을 기록해 2위'에 랭크됐다. 이는 가수 출신 미녀 스타들중에서 가장 높은 순위였다.[25]

- 2005년 4월 M.net 개국 10주년 기념으로 실시한 대한민국 대표미녀 THE BEST TOP 10 전문가 설문 조사에서 가수 출신 미녀 스타들중에서 유일하게 선정됐다.

해당 결과는 2005.03.21 ~ 04.04까지 M.net 홈페이지에서 총 11,653명의 네티즌의 투표를 토대로 성형외과 의사, 광고업계 종사자, PD등의 전문가들의 설문을 토대로 최종적으로 선정한 결과였다.
- 2005.04.02 ~ 04.11까지 방송 연예 커뮤니티 스타브이에서 실시한 '한국을 대표하는 여자 얼짱 스타는?'이라는 설문 조사에서 2,261명이 참여한 결과 28.83%(679표)의 지지율을 기록해 2위에 랭크됐다.[27][28]
- 2005년 11월 중화권 인터넷 뉴스 사이트 보쉰뉴스(博迅)에서 선정한 '중국인이 생각하는 한국 연예인 미녀 TOP 20'이라는 설문 조사에서 6위에 랭크됐다.[29]

- 2011년 2월 21일 케이블 채널 Y-Star 궁금타에서 방송한 '우리나라에서 가장 예쁜 스타는?'이라는 설문 조사에서 44위에 랭크됐다. 해당 조사는 10대부터 50대까지 남자 163명, 여자 176명 총 339명에게 조사한 결과이다. 해당 방송에서 유진의 미모를 평하길 "헐리우드에 올리비아 핫세가 있다면 한국에는 유진이 있다." 조각같은 얼굴로 올리비아 핫세를 쏙 빼닮은 유진. 청초한 분위기와 금방이라도 눈물이 쏟아질것만 같은 눈망울 손으로 빚어놓은듯한 조각같은 콧날까지 정말 닮았다. 아이돌때나 지금이나 변함없는 미모를 지키고 있다.'라고 평가했다.

- 2011년 M.net 아이돌 차트쇼 '우월한 외모를 자랑하는 아이돌 스타 - 나 원래 잘났어' 차트에서 1위에 랭크됐다.

- 2011년 연말 데일리코스메틱에서 실시한 '영향력 있는 뷰티 모델' 설문 조사에서 1위에 랭크됐다.[30]

- 2012.02.15 ~ 2012.02.17까지 뷰태 매거진 '뷰티쁠'이 SNS를 통해서 실시한 '립스틱이 가장 잘 어울릴 것 같은 연예인은?' 설문 조사에서 1위(53%)에 랭크됐다.[31]

- 2013년 5월 2일 MBC every1에서 방송된 스타직찍 '역대 최강 美의 여신' 설문 조사에서 27위에 랭크됐다. 해당 조사는 1996년~2013년까지 활동한 여자 스타를 대상으로 전문가와 제작진의 합의하에 30명의 미인 스타 후보를 선정해서 세대별 일반 팬, 연예부 기자, 대중문화평론가, 성형외과 의사, 예능&드라마 제작자 등 500여 명이 투표에 참여해 청순함, 섹시함, 우하함, 친근함 4가지 항목으로 평가한 조사다.

- 2013년 5월 2일 MBC every1에서 방송된 스타직찍 '역대 최강 美의 여신' 설문 조사에서 10대 남학생들을 대상으로 '유진과 성유리중 현재 데뷔했다면 누가 더 인기가 많았을까?' 설문 조사에서 유진이 더 많은 득표수를 얻었다.

- 2015년 3월 대만의 한 연예 사이트에서 실시한 '한국 10대 미녀 연예인' 설문 조사에서 6위에 랭크됐다.[32]

- 2015.08.26 ~ 2015.08.31까지 다음에서 실시한 'SM 5대 미녀? 유진·보아·유리·태연·설리" 그중엔?'이라는 설문 조사에서 총 9,305명이 참여한 결과 49%(4,535명)의 지지율로 1위에 랭크됐다.[33]

- 2015.08.26 ~ 2015.09.23까지 네이트에서 실시한 '내가 생각하는 SM 최고 미녀는 누구?'이라는 설문 조사에서 총 3,286명이 참여한 결과 31%(1,021명)의 지지율로 2위에 랭크됐다.[34]

- 2015년 10월 27일 네이버에서 실시한 '역대 걸그룹 센터 멤버 그 중 최고 비쥬얼은?'이라는 설문 조사에서 총 146,136명의 네티즌들이 참여한 결과 25.8%의 압도적인 지지율로 1위에 랭크됐다.[35]

## 발매 저서
| 연도   | 출판일           | 출판사     | 제목               |
| ------ | ---------------- | ---------- | ------------------ |
| 2009년 | 2009년 12월 21일 | 시드페이퍼 | 유진's 뷰티 시크릿 |
| 2011년 | 2011년 5월 23일  | 페이퍼북   | 유진's 겟잇뷰티    |
| 2013년 | 2013년 3월 20일  | 페이퍼북   | 유진's 뷰티레시피  |

## 발매 음반

### 정규 앨범
| 앨범명                  | 발매일          | 음반 판매량 | 기획사            | 유통사       | 비고                 |
| ----------------------- | --------------- | ----------- | ----------------- | ------------ | -------------------- |
| 1집《My True Style...》 | 2004년 5월 25일 | 54,270장    | F&J Entertainment | YBM 서울음반 | 2003년 연간집계 55위 |
| 2집《810303》           | 2005년 8월 19일 | 25,245장    | Pfull             | EMI          | 2004년 연간집계 84위 |

### 참여 앨범

##### O.S.T.
| 앨범명                                     | 발매일           | 유통사           | 참여곡                                                       |
| ------------------------------------------ | ---------------- | ---------------- | ------------------------------------------------------------ |
| SBS 드라마《마지막 춤은 나와 함께》O.S.T.  | 2004년 11월 25일 | PONY CANYON      | 5번 트랙〈My Dream〉                                         |
| MBC 주말드라마 《진짜 진짜 좋아해》O.S.T.  | 2006년 4월 26일  | 팬텀엔터테인먼트 | 3번 트랙〈캔디처럼〉 7번 트랙〈진짜진짜 좋아해 (Rock 버전)〉 |
| 싱글 《로맨틱 아일랜드 크리스마스 스토리》 | 2008년 12월 11일 | Pastel           | 1번 트랙〈로맨틱 크리스마스〉                                |
| 영화 《로맨틱 아일랜드》O.S.T.             | 2008년 12월 16일 | Pastel           | 3번 트랙〈플라스틱 신드롬〉 10번 트랙〈추억여행〉            |

##### 피처링
| 앨범명                        | 발매일          | 유통사            | 참여곡                                 |
| ----------------------------- | --------------- | ----------------- | -------------------------------------- |
| 오종혁 1집 《OJ Issue》       | 2006년 9월 11일 | Universal Music   | 13번 트랙〈한달이나〉                  |
| 간미연 1집 《Refreshing》     | 2006년 9월 15일 | CJ Music          | 3번 트랙〈그 앤 너에게 반하지 않았어〉 |
| 안재욱 4집 《사랑에 살다》    | 2009년 8월 5일  | Pony Canyon Korea | 5번 트랙〈Make Me Smile〉              |
| 바다 4집 《바다를 바라보다》  | 2009년 8월 6일  | 플라티스이엔티    | 13번 트랙〈...나요〉                   |
| 슈 싱글 《Devote One's Love》 | 2010년 1월 8일  | 로엔 엔터테인먼트 | 3번 트랙〈With Me〉                    |
| 김진우 싱글 《Love Latte》    | 2010년 8월 5일  | 다날              | 1번 트랙〈Love Latte〉                 |

##### 캐롤
| 앨범명                               | 발매일           | 유통사 | 참여곡                                    |
| ------------------------------------ | ---------------- | ------ | ----------------------------------------- |
| 《Christmas with Pfull》             | 2004년 12월 10일 | EMI    | 6번 트랙〈Rudolf The Red Nosed Reindeer〉 |
| 《Merry Christmas & Happy New Year》 | 2005년 12월 12일 | EMI    | 6번 트랙〈Rudolf The Red Nosed Reindeer〉 |

## 출연 방송

### 예능
| 방송 날짜    | 방송사 송출 | 방송사 | 프로그램         | 활동 시기         | 동반 출연      |
| ------------ | ----------- | ------ | ---------------- | ----------------- | -------------- |
| 2000.1.14    | 공중파      | KBS2   | TV는 사랑을 싣고 | S.E.S 1집 컴백전  | S.E.S          |
| 2002.2.7     | 공중파      | SBS    | 좋은 아침        | S.E.S. 5집 컴백전 | 박지윤         |
| 2015.10.22   | 공중파      | KBS2   | 해피투게더       | 부탁해요 엄마     | 이상우, 유수영 |
| 2016.1.24    | 공중파      | KBS    | 해피선데이       | 슈퍼맨이 돌아왔다 | 기태영, 김로희 |
| 2020.11.22   | 공중파      | SBS    | 런닝맨           | 펜트하우스        | 김소연, 이지아 |
| 2021.2.14,21 | 공중파      | SBS    | 집사부일체       | 펜트하우스2       | 김소연, 이지아 |

### 리얼리티
| 연도   | 방송사 송출 | 방송사    | 프로그램                                   | 공동 출연 |
| ------ | ----------- | --------- | ------------------------------------------ | --------- |
| 2009년 | 케이블      | O'live TV | 리빙 뷰티 '유진의 메이크업 다이어리 시즌1' | 단독      |
| 2009년 | 케이블      | O'live TV | 리빙 뷰티 '유진의 메이크업 다이어리 시즌2' | 단독      |
| 2012년 | 공중파      | KBS2      | 스타 인생극장                              | 단독      |
| 2012년 | 케이블      | Story On  | 슈퍼커플 다이어리                          | 기태영    |
| 2013년 | 케이블      | On Style  | 유진의 뷰티 팩토리                         | 단독      |

## 출연 작품

### 드라마
| 연도 | 요일  | 송출     | 방송사 | 제목                              | 편성 | 횟수   | 롤   | 장르         | 배역     |  |
| ---- | ----- | -------- | ------ | --------------------------------- | ---- | ------ | ---- | ------------ | -------- |  |
| 2002 | 월    | 지상파   | SBS    | 오픈 드라마 남과 여 해피 버스데이 | 단막 | 2부작  | 주연 | 멜로         | 지원     |  |
| 2002 | 월·화 | 지상파   | KBS2   | 러빙유                            | 단편 | 12부작 | 주연 | 멜로         | 진다래   |  |
| 2004 | 토·일 | 지상파   | SBS    | 마지막 춤은 나와 함께             | 단편 | 20부작 | 주연 | 멜로         | 지은수   |  |
| 2005 | 월·화 | 지상파   | MBC    | 원더풀 라이프                     | 단편 | 16부작 | 주연 | 로코         | 정세진   |  |
| 2006 | 토·일 | 지상파   | MBC    | 진짜 진짜 좋아해                  | 중편 | 34부작 | 주연 | 로코         | 여봉순   |  |
| 2008 | 수·목 | 지상파   | KBS2   | 아빠 셋 엄마 하나                 | 단편 | 16부작 | 주연 | 로코         | 송나영   |  |
| 2009 | 토·일 | 지상파   | MBC    | 인연만들기                        | 중편 | 31부작 | 주연 | 가족극, 멜로 | 한상은   |  |
| 2010 | 수·목 | 지상파   | KBS2   | 제빵왕 김탁구                     | 중편 | 30부작 | 주연 | 복수극       | 신유경   |  |
| 2011 | 일    | 지상파   | KBS2   | 드라마 스페셜 화평공주 체중감량사 | 단막 | 1부작  | 주연 | 퓨전 사극    | 화평공주 |  |
| 2013 | 토·일 | 지상파   | MBC    | 백년의 유산                       | 장편 | 50부작 | 주연 | 가족극, 멜로 | 민채원   |  |
| 2014 | 월·화 | 종합편성 | JTBC   | 우리가 사랑할 수 있을까           | 단편 | 20부작 | 주연 | 멜로         | 윤정완   |  |
| 2015 | 토·일 | 지상파   | KBS2   | 부탁해요, 엄마                    | 장편 | 54부작 | 주연 | 가족극, 멜로 | 이진애   |  |
| 2020 | 월·화 | 지상파   | SBS    | 펜트하우스                        | 중편 | 21부작 | 주연 | 복수극       | 오윤희   |  |
| 2021 | 금·토 | 지상파   | SBS    | 펜트하우스 2                      | 중편 | 13부작 | 주연 | 복수극       | 오윤희   |  |
| 2021 | 금    | 지상파   | SBS    | 펜트하우스 3                      | 중편 | 14부작 | 주연 | 복수극       | 오윤희   |  |
|      |       |          |        |                                   |      |        |      |              |          |  |

### 영화
| 연도   | 작품                  | 배역   | 비고 |
| ------ | --------------------- | ------ | ---- |
| 2007년 | 못말리는 결혼         | 은호   |      |
| 2008년 | 그 남자의 책 198쪽    | 조은수 |      |
| 2008년 | 로맨틱 아일랜드       | 유가영 |      |
| 2009년 | 요가학원              | 효정   |      |
| 2013년 | 타투: 새기고 사라지다 | p양    |      |
| 2020년 | 종이꽃                | 고은숙 |      |

### 뮤지컬
| 연도   | 작품        | 배역    | 비고 |
| ------ | ----------- | ------- | ---- |
| 2007년 | 댄서의 순정 | 채린 역 |      |

### MC
| 2002년  | 공중파   | SBS                           | 토요일이 온다                                        | 문희준, 강타, 전진                |
| 2003년  | 공중파   | KBS2                          | 러브스토리                                           | 남희석                            |
| 2003년  | 공중파   | KBS2                          | 세기의 사랑                                          | 남희석                            |
| 2003년  | 공중파   | KBS2                          | 추석특집 NG 열전                                     | 남희석, 이유진                    |
| 2005년  | -        | LA                            | 레인스톤 라이브 연례 음악회                          |                                   |
| 2005년  | 공중파   | KBS2                          | 해피투게더 프렌즈 (파일럿)                           | 유재석                            |
| 2006년  | 공중파   | MBC                           | 서울 드라마 어워즈 전야제                            | 김성주                            |
| 2006년  | -        | 서울 삼성동 섬유센터 이벤트홀 | 헤리티지 앨범 발매 기념 쇼케이스                     | 단독                              |
| 2007년  | 공중파   | KBS2                          | 해피투게더 프렌즈 (정규)                             | 유재석                            |
| 2007년  | 공중파   | MBC                           | MBC AMERICA 개국 기념 축하쇼 'We Are One'            | 브라이언                          |
| 2007년  | 공중파   | SBS                           | 드림콘서트                                           | 이휘재                            |
| 2007년  | 공중파   | SBS                           | 아시아송 페스티벌                                    | 최기환                            |
| 2008년  | -        |                               | 부산 국제 영화제 '프리미어 라이징 스타아시안 어워즈' | 정준호                            |
| 2008년  | 공중파   | SBS                           | 서울 드라마 어워즈                                   | 최수종                            |
| 2008년  | -        | 서울 마포구 서교동 상상마당   | 가수 시온 쇼케이스                                   | 단독                              |
| 2010년  | 케이블   | O'live TV                     | 겟잇뷰티 시즌 4                                      | 김정민, 황민영                    |
| 2010년  | 공중파   | KBS2                          | 아시아송 페스티벌                                    | 한석준                            |
| 2011년  | 케이블   | On Style                      | 겟잇뷰티                                             | 김정민, 황민영                    |
| 2011년  | 공중파   | KBS2                          | 대구 세계 육상 선수권 대회 전야제                    | 김현욱                            |
| 2011년  | 공중파   | KBS2                          | 전국민 합창 대축제 '더 하모니'                       | 윤인구                            |
| 2012년  | 케이블   | On Style                      | 겟잇뷰티                                             | 김정민, 황민영                    |
| 2012년  | 행사     | 마리끌레르                    | 프리덱셀랑스 드 라 보테 시상식                       | 단독                              |
| 2012년  | 공중파   | KBS1                          | 런던 올림픽 승리기원 '파이팅 코리아'                 | 한석준                            |
| 2012년  | 공중파   | MBC                           | 매직쇼크                                             | 1부 신현준, 2부 단독              |
| 2012년  | 공중파   | MBC                           | 스타 로드 토크 '명사십리'                            | 서경석, 정진영                    |
| 2012년  | 공중파   | MBC                           | 스타 오디션 '위대한 탄생3'                           | 단독                              |
| 2013년  | 케이블   | On Style                      | 겟잇뷰티                                             | 김정민, 황민영                    |
| 2016년  | 공중파   | KBS1                          | 희망로드 대장정                                      | 이현우                            |
| 2016년  | 공중파   | MBC                           | 해피 피라미드 333                                    | 유세윤                            |
| 2017년  | 행사     | 마리끌레르                    | 프리덱셀랑스 드 라 보테 시상식                       | 단독                              |
| 2017년  | 공중파   | MBC                           | 하하랜드                                             | 노홍철                            |
| 2018년  | 케이블   | SBS Plus                      | 여자 플러스 시즌 2                                   | 윤승아, 장도연                    |
| 2018년  | 케이블   | SBS Plus                      | 두발라이프                                           | 이수근                            |
| 2019년  | 지상파   | MBC                           | 공부가 머니                                          | 신동엽                            |
| 2020년  | 지상파   | MBC                           | 코로나 19 특별 생방송 We Believe 우리가 희망입니다   |                                   |
| 2020년  | 케이블   | 동아TV                        | 뷰티앤부티 시즌5                                     | 박정아, 치타, 솔빈 박기량, 김유미 |
| 2022년  | 지상파   | SBS                           | 오 마이웨딩                                          | 유세윤, 봉태규, 유병재            |
| 2022년  | 종합편성 | 채널A                         | 입주쟁탈전 : 펜트하우스                              |                                   |
| 2022년  | 종합편성 | MBN                           | 뜨겁게 안녕                                          | 은지원, 황제성                    |
| 총 41편 |          |                               |                                                      |                                   |

### MV

#### 솔로 앨범 MV
| 연도   | 앨범 | 앨범명        | 곡제목      | 감독   | 뮤직비디오 |
| ------ | ---- | ------------- | ----------- | ------ | ---------- |
| 2003년 | 1집  | My True Style | The Best    | 장재혁 | 보기       |
| 2004년 | 2집  | 810303        | Windy       | 김성호 | 보기       |
| 2004년 | 2집  | 810303        | 폭풍의 언덕 | 홍종호 | 보기       |

#### 다른 가수 MV
| 연도   | 가수   | 노래              | 뮤직비디오 |
| ------ | ------ | ----------------- | ---------- |
| 2001년 | 유영진 | 지애(之愛)        | 보기       |
| 2002년 | 박용하 | 기별              | 보기       |
| 2007년 | 초신성 | HIT               | 보기       |
| 2010년 | 이승철 | 너에게 물들어간다 | 보기       |

#### 출연 드라마 MV
| 연도   | 드라마        | 가수      | 노래               | 뮤직비디오 |
| ------ | ------------- | --------- | ------------------ | ---------- |
| 2002년 | 러빙유        | Y2K       | 내안의 너          | 보기       |
| 2002년 | 러빙유        | 아이리스  | 아이리스           | 보기       |
| 2002년 | 러빙유        | -         | 내 영혼의 슬픔까지 | -          |
| 2002년 | 러빙유        | 블랙 비트 | 헤어지기전         | 보기       |
| 2004년 | 원더풀 라이프 | 박혜경    | 바보               | 보기       |

### 카메오
| 2008 | 월·화 | 지상파 | MBC  | 에덴의 동쪽 | 장편 | 56부작 | 특별출연 | 고객 |                 |
| 2012 | 월·화 | 지상파 | KBS2 | 울랄라 부부 | 단편 | 18부작 | 특별출연 | 로코 | 고수남의 첫사랑 |

## 명예 홍보 대사 임명
| 연도   | 명예 홍보 대사 임명 내역                                                                                |
| ------ | --- |
| 2003년 | - 괌 홍보대사 - 플랜 코리아 홍보대사 - 엘리트 모델룩 선발대회 홍보대사                                  |
| 2005년 | - 건강한 가족계획연구회 홍보대사                                                                        |
| 2006년 | - 필리핀 홍보대사                                                                                       |
| 2007년 | - 한 알의 사랑 모으기 캠페인 홍보대사 - (주)대웅제약 '한 알의 사랑 모으기 캠페인' 홍보대사              |
| 2008년 | - 제12회 부천국제판타스틱영화제 홍보대사                                                                |
| 2010년 | - 안동영명학교 홍보대사                                                                                 |
| 2011년 | - 원주시 홍보대사                                                                                       |
| 2012년 | - 납세자의 날 일일 명예민원봉사실장 - 약물오남용 캠페인 홍보대사 - (사)한국커피협회 '바리스타 홍보대사' |
| 2013년 | - 매력간식 아몬드 캠페인 홍보대사                                                                       |
| 2014년 | - 기후변화주간 홍보대사                                                                                 |
| 2017년 | - 몽블랑x유니세프 홍보대사                                                                              |
| 2019년 | - 영화 '고릴라와 슈퍼레이스' 홍보대사                                                                   |

## 광고 모델

### 본인 단독
2021년 8월 12일 기준으로 총 광고 계약 건수 53건, 총 광고 계약 브랜드 개수 49개를 기록하고 있다.
- 1996년 미국 괌, 웨딩드레스
- 2003년, 코오롱패션, 쿠아(QUA), 의류
- 2004년, LG생활건강, 캐시캣, 화장품
- 2004년, 프라임산업, 안산 네스앙스, 쇼핑몰
- 2004년, 고려대학교, 홍보 모델, 학교
- 2005년, LG생활건강, 캐시켓(재계약), 화장품
- 2005년, 한국쉐링, 다이안느35, 의약품
- 2005년, 플랜코리아, 티셔츠, 의류, 공익
- 2006년, 필리핀 관광청, 관광홍보책자, 공익
- 2007년, 대웅제약, 이지엔, 의약품
- 2007년, 코레존, 스매쉬박스, 화장품
- 2009년, 베네피트코리아, 베네피트, 화장품
- 2009년, 제니스 유니폼, 의류
- 2009년, 삼성물산, 빈폴, Love Bike 캠페인, 의류
- 2010년, 베네피트코리아, 베네피트(재계약), 화장품
- 2010년, CJ 미디어, M.net & On Style, 방송사
- 2011년, 베네피트코리아, 베네피트(재계약), 화장품
- 2011년, 멀츠코리아, 래디어스, 필러
- 2011년, 유니세프한국위원회, 생일기부 캠페인, 공익
- 2011년, 에스오일, 주유소
- 2012년, 엘오케이, 랑콤, 화장품
- 2012년, 삼성전자, 갤럭시 노트 2, 휴대폰
- 2012년, 식품의약품안전처 '마약 오남용 금지 캠페인 공익 광고'
- 2012년, B2Y 밤쉘
- 2012년, 삼성전자, 갤럭시 노트 2(재계약), 휴대폰
- 2013년, 삼성 갤럭시 노트 노트 마스터 '연예 조작단'편
- 2013년, 보르바코리아, 보르바, 음료
- 2013년, 유한킴벌리 '애니데이 V'
- 2013년, 산림청 녹색사업단, I Love Wood 캠페인, 나레이션, 공익
- 2013년, 주영, 브레라, 가방
- 2014년, 프리드라이프, 금융
- 2015년, 미구하라 미구하라, 화장품
- 2016년, 빙그레, 요플레, 식품[38][39][40][41][42][43][44][45][46][47][48]
- 2016년, ㈜제이월드산업, 알집매트, 가전제품[49]
- 2016년, 아모레퍼시픽, 일리 '세라마이드 아토크림', 화장품
- 2016년, 아미코젠, 케이뉴트라 '트리플 스킨콜라겐', 건강기능식품
- 2016년, (주)클레어스코리아, 'DLA, 게리쏭', 화장품
- 2017년, (주)도현종합건설, 휴안, 아파트
- 2019년, EBS, 공익 캠페인 씨네포럼, 공익
- 2019년, (주)실란트로 덴티스테 치약
- 2019년, (주)현대건설 동작하이팰리스2차 아파트
- 2020년, (주)리아진코스메틱, 리아진, 화장품
- 2020년, H&M, H&M, 의류
- 2021년, 호반건설, 신도림 호반써밋 에듀시티, 아파트
- 2021년, 비앤에프시리즈, 버거앤프라이즈, 패스트 푸드
- 2021년, 지온메디텍, 듀얼소닉, 미용기기
- 2021년, 월드패밀리잉글리쉬코리아, 디즈니 월드 잉글리쉬, 영어 학습지
- 2021년, (주)노비스바이오, 다힐, 건강기능식품
- 2021년, (주)지티지웰니스, 비클라 오, 화장품(마스크팩)
- 2021년, (주)라스트무버, 다힐, 건강기능식품
- 2021년, 상호저축은행, 중앙회, 금융(은행)
- 2021년, 시치미뚝, 안먹은걸로, 식품(다이어트 보조제)
- 2021년, (주)싸이클린, 싸이클린, 의류(친환경 속옷)

### 가족 및 본인 런칭
- 2004년 7월 진텔 (모친 통신)
- 2006년 3월 D&Shop Eugene's Dressing Room (온라인 의류샵)
- 2007년 4월 SHB (온라인 의류샵)
- 2001~2012 바이모모 (온라인 의류샵)
- 2013년 4월 드루 (화장품)
- 2018년 4월 ~ 현재 라이크아임파이브 (화장품)

## 수상
| 2002년              | 12월 31일 |        | KBS                       | 연기대상                     | 여자 인기상                            | 러빙유                | 수상 | [ 50 ] [ 51 ]                             |
| 2004년              | 1월       |        | 서울 시카고 치과          |                              | 건치 연예인 이달의 스마일상            |                       | 수상 |                                           |
| 2004년              | 10월 29일 | 빈칸   | MTV ASIA                  | Asia Style Award             | 아시아 스타일상                        | 정규 2집 810303       | 수상 | [ 52 ] [ 53 ] [ 54 ]                      |
| 2004년              | 11월 29일 |        | 한국 방송 카메라맨 연합회 | 대한민국 영상대전            | 가수 부문 포토제닉상                   | 정규 2집 810303       | 수상 | [ 55 ] [ 56 ] [ 57 ]                      |
| 2004년              | 12월 31일 |        | SBS                       | 연기대상                     | 뉴스타상                               | 마지막 춤은 나와 함께 | 수상 | [ 58 ] [ 59 ] [ 60 ] [ 61 ]               |
| 2010년              | 12월 31일 |        | KBS                       | 연기대상                     | 장편 드라마 부문 여자 우수 연기상      | 제빵왕 김탁구         | 수상 | [ 62 ]                                    |
| 2011년              | 12월 31일 |        | KBS                       | 연기대상                     | 여자 연작,단막극상                     | 화평공주 체중 감량사  | 수상 | [ 63 ]                                    |
| 2012년              | 2월 25일  |        | KBS                       |                              | 해피투게더 10주년 기념 역대 MC 감사패  | 해피투게더 프렌즈     | 수상 |                                           |
| 2012년              | 10월 27일 | 제11회 | 한국분장 예술인협회       | 인터내셔널 메이크업 아트페어 | 메이크업 어워드                        | 겟잇뷰티              | 수상 | [ 64 ] [ 65 ] [ 66 ] [ 67 ] [ 68 ] [ 69 ] |
| 2013년              | 6월 21일  |        | MBC                       | 기분좋은날                   | 우여곡절 캔디상                        | 백년의 유산           | 수상 |                                           |
| 2015년              | 12월 31일 |        | KBS                       | 연기대상                     | 장편 드라마 부문 여자 우수 연기상      | 부탁해요 엄마         | 수상 | [ 70 ] [ 71 ]                             |
| 2020년              | 12월 31일 |        | SBS                       | 연기대상                     | 중·장편 드라마 부문 여자 최우수 연기상 | 펜트하우스            | 수상 |                                           |
| 총 수상 횟수 : 12회 |           |        |                           |                              |                                        |                       |      |                                           |